# Општина Сан Кинтин
Општина Сан Кинтин је општина у мексичкој држави Доња Калифорнија. Главни град општине је Сан Кинтин. Према попису 2020. има становништво од 117.568 људи. Општина има површину од 32.883,93км².